# Puy-Saint-Gulmier
Puy-Saint-Gulmier är en kommun i departementet Puy-de-Dôme i regionen Auvergne-Rhône-Alpes i centrala Frankrike. Kommunen ligger i kantonen Pontaumur som tillhör arrondissementet Riom. År 2022 hade Puy-Saint-Gulmier 138 invånare.

## Befolkningsutveckling
Antalet invånare i kommunen Puy-Saint-Gulmier
| Referens: INSEE |